# Saison 4 de Community
Chronologie
Saison 3 Saison 5
Cet article présente les treize épisodes de la quatrième saison de la série télévisée américaine Community.

## Production
Le 10 mai 2012, la série est renouvelée pour une quatrième saison de 13 épisodes. Dan Harmon, le créateur de la série, ne travaille alors plus sur la série et est remplacé par David Guarascio et Moses Port, les cocréateurs de Aliens in America.
Au Canada, la saison a été diffusée en simultané sur Citytv.

## Distribution de la saison

### Acteurs principaux
- Joel McHale : Jeff Winger
- Gillian Jacobs : Britta Perry
- Danny Pudi : Abed Nadir
- Donald Glover : Troy Barnes
- Alison Brie : Annie Edison
- Yvette Nicole Brown : Shirley Bennett
- Chevy Chase : Pierce Hawthorne
- Ken Jeong : Ben Chang

## Épisodes

### Épisode 1:Introduction à l'histoire
- États-Unis : 7 février 2013 sur NBC[2]

- États-Unis : 3,88 millions de téléspectateurs[3] (première diffusion)

- Fred Willard (le Pierce alternatif)

### Épisode 2:Parenté paranormale
- États-Unis : 14 février 2013 sur NBC

- États-Unis : 2,76 millions de téléspectateurs[4] (première diffusion)

- Giancarlo Esposito (Gilbert)

### Épisode 3:Convention et Conventions
- États-Unis : 21 février 2013 sur NBC

- États-Unis : 3,08 millions de téléspectateurs[5] (première diffusion)

- Luke Perry
- Jennie Garth
- Matt Lucas (Toby, le fan)
- Tricia Helfer

Chang et le doyen Pelton n'apparaissent pas dans l'épisode.

### Épisode 4:Une autre histoire de l'invasion Allemande
- États-Unis : 28 février 2013 sur NBC

- États-Unis : 2,83 millions de téléspectateurs[6] (première diffusion)

Malcolm McDowell (Le professeur Cornwallis)

### Épisode 5:La fuite coopérative dans les relations familiales
- États-Unis : 7 mars 2013 sur NBC

- États-Unis : 3,29 millions de téléspectateurs[7] (première diffusion)

- Adam DeVine (le demi-frère)
- James Brolin (le père de Jeff)

### Épisode 6:Réalisation documentaire: Niveau avancé
- États-Unis : 14 mars 2013 sur NBC

- États-Unis : 2,58 millions de téléspectateurs[8] (première diffusion)

### Épisode 7:Économie de biologie marine
- États-Unis : 21 mars 2013 sur NBC

- États-Unis : 2,95 millions de téléspectateurs[9] (première diffusion)

### Épisode 8:HistoirE de dansE
- États-Unis : 4 avril 2013 sur NBC

- États-Unis : 2,32 millions de téléspectateurs[10] (première diffusion)

- Brie Larson (Rachel)
- Sophie B. Hawkins : elle-même

### Épisode 9:Bases sur le feutre de substitution
- États-Unis : 11 avril 2013 sur NBC

- États-Unis : 2,84 millions de téléspectateurs[11] (première diffusion)

- Jason Alexander
- Sara Bareilles

### Épisode 10:Bases sur l'histoire des nœuds
- États-Unis : 18 avril 2013 sur NBC

- États-Unis : 3,13 millions de téléspectateurs[12] (première diffusion)

- Malcolm McDowell (Professeur Cornwallis)

### Épisode 11:BABA de l'anatomie humaine
- États-Unis : 25 avril 2013 sur NBC

- États-Unis : 2,33 millions de téléspectateurs[13] (première diffusion)

### Épisode 12:L'origine des héros
- États-Unis : 2 mai 2013 sur NBC

- États-Unis : 2,67 millions de téléspectateurs[14] (première diffusion)

- Iqbal Theba (Gobi Nadir)

### Épisode 13:Introduction à la finalité: Niveau avancé
- États-Unis : 9 mai 2013 sur NBC[15]

- États-Unis : 3,08 millions de téléspectateurs[14] (première diffusion)

Il est fait référence à Terminator.